# Zingel
Zingel (Zingel zingel), en fisk i familjen abborrfiskar som finns i Centraleuropas större vattendrag.

## Utseende
En långsträckt art med lång stjärtspole och två tydligt åtskilda ryggfenor, varav den främre endast har tackstrålar. Munnen har kraftigt överbett. Kroppen är rödbrun och marmorerad i mörka och ljusa nyanser. Längden kan nå upp till 48 cm, men den är ofta mycket mindre, kring 15 cm. Till skillnad från sin nära släkting strebern har den inga fjäll på kinderna. Vikten kan som mest nå upp till 250 g.

## Vanor
Zingeln är en framför allt nattaktiv fisk som trivs i snabbt strömmande vattendrag på grunt vatten, där den lever av bottendjur, fiskyngel och -ägg samt småfisk.

### Fortplantning
Arten leker i mars till april på sandbotten i parningsgrupper som består av en hona och flera hanar. Honan kan lägga upp till 4 000 ägg, som är klibbiga och fastnar vid gruspartiklar på bottnen.

## Utbredning
Zingeln är vanlig i östra Centraleuropa i floderna Donau, Prut och Dnjestr från sydöstra Tyskland i väster till Svarta havet i öster, samt från Tjeckien i norr till Serbien och Bulgarien i söder.

## Status
Arten är klassificerad som livskraftig ("LC") av IUCN, och det anses tänkbart att beståndet ökar. Den var tidigare (före 2008) klassificerad som sårbar ("VU"), men detta omdöme har alltså mildrats. De tidigare hoten, föroreningar och dammutbyggnad, har minskat i så hög grad att det anses motivera den nya klassificeringen.